# أهارون كاتسير
أهارون كاتسير (بالعبرية: אהרן קציר) (مواليد 15 سبتمبر 1914 - الوفاة 30 مايو 1972) وهو رائد إسرائيلي في دراسة الكيمياء الكهربائية للبوليمرات. وقد قتل في عملية مطار اللد في 1972.

## السيرة الذاتية
ولد في 1914 في وودج، ببولندا، وانتقل إلى فلسطين عام 1925، حيث قام بالتدريس في الجامعة العبرية في القدس. وهناك، تبنى لقبه بالعبرية كتسير.
وقد قتل في عملية مطار اللد في 1972، الذي أسفر عنه مقتل 26 شخصا وإصابة 80 آخرون. وشقيقه الأصغر كان إفرايم كاتسير، الذي أصبح رئيس إسرائيل في 1973.

## الجوائز والإحياءات
- في 1961، حاز كاتسير على جائزة إسرائيل، في علوم الحياة، جنبا إلى جنب مع تلميذته أو كديم.[3]
- وقد قامت دولة إسرائيل بإصدار طابع بريدي له في ذكرى وفاته.
- تمت تسمية مركز في معهد وايزمان للعلوم باسمه.[4]
- تمت تسمية برنامج منحة دراسية من وزارة الدفاع الإسرائيلية على اسمه.